# Nishi-Shinjuku (métro de Tokyo)
Nishi-Shinjuku (西新宿駅, Nishi-Shinjuku-eki) est une station du métro de Tokyo sur la ligne Marunouchi dans l'arrondissement de Shinjuku à Tokyo. Elle est exploitée par le Tokyo Metro.

## Situation sur le réseau
La station Nishi-Shinjuku est située au point kilométrique (PK) 6,8 de la ligne Marunouchi.

## Histoire
La station a été inaugurée le 8 mai 1996 sur la ligne Marunouchi.

## Services aux voyageurs

### Accès et accueil

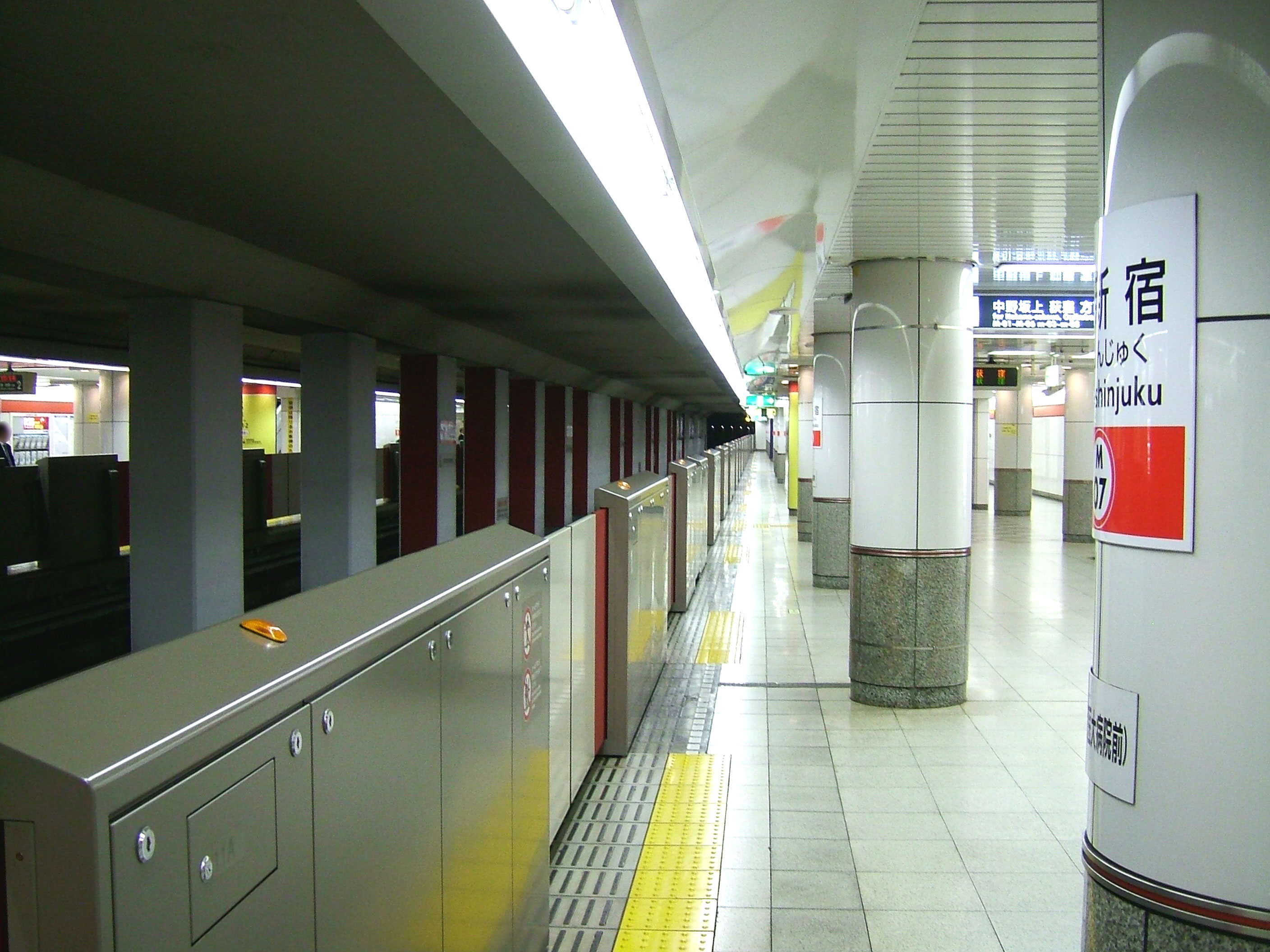
Quais de la ligne Marunouchi

La station est ouverte tous les jours.
En moyenne en 2015, 82 698 voyageurs ont fréquenté quotidiennement la station.

### Desserte
Ligne Marunouchi :
- voie 1 : direction Ogikubo
- voie 2 : direction Ikebukuro